# Bakersfield Open Invitational
O Bakersfield Open Invitational foi um torneio masculino de golfe no PGA Tour, que foi disputado no Bakersfield Country Club, em Bakersfield, no estado norte-americano da Califórnia, durante a década de 1960. Foi disputado pela primeira vez em 1961 sob o nome de Bakersfield Open.

## Campeões
Bakersfield Open Invitational
- 1962 Billy Casper[1]

Bakersfield Open
- 1961 Jack Fleck[2]